# Ianovo, Bulgaria
Ianovo (în bulgară Яново) este un sat în Obștina Sandanski, Regiunea Blagoevgrad, Bulgaria.

## Demografie
Componența etnică a satului Ianovo
     Bulgari (95,03%)
     Nicio identificare (0%)
     Altele (4,96%)
La recensământul din 2011, populația satului Ianovo era de 161 locuitori. Din punct de vedere etnic, majoritatea locuitorilor (95,03%) erau bulgari. Pentru 0,0% din locuitori nu este cunoscută apartenența etnică.